# عبد الله المؤدب البدروشي
عبد الله المؤدب البدروشي كاتب وشاعر وخطيب تونسي من مواليد واحة شنني قابس في 19 مارس 1947. تلقى تعليمه الابتدائي بشنني و الثانوي بقابس. باشر العمل الإداري منذ سنة 1967 بصفة رئيس مكتب الأداءات البلدية. عضو مؤسس لنادي ابن فرحان الأدبي 1968. [بحاجة لمصدر] عضو باتحاد الكتاب التونسيين . عضو مؤسس لفرع اتحاد الكتاب بالجنوب الشرقي. عضو بالجمعية التونسية للمؤلفين. معتمد ضمن شعراء تونس بمعجم البابطين للشعراءالعرب المعاصرين الصادر بالكويت. حائز على جائزة البلدية للابداع الأدبي 1994.

## مؤلفاته
- أصدر ديوانه الأول : الفجر على مشارف الوطن - طبعة أولى 1989 طبعة ثانية 1991
- اصدر ديوانه الثاني : مواكب النور -طبعة أولى 1993 طبعة ثانية 1997
- صدر له كتاب خطب المؤدب سنة 2011
- له من المخطوطات : 7 قصائد إلى وطني. ترانيم على جدائل النخل